# Veur
Veur was tot 1938 een gemeente in de Nederlandse provincie Zuid-Holland, waarvan het grondgebied nu deel uitmaakt van de gemeente Leidschendam-Voorburg.
Het dorp Veur bevond zich in het uiterste zuiden van de gemeente, bij de Leytschen Dam, een dam in de Vliet.

## Geschiedenis
De heerlijkheid Voorschoten strekte zich in de middeleeuwen uit langs de Vliet, een afwateringskanaal en waterverbinding tussen Leiden en Delft.
In Delfland (rond Delft) was het waterpeil beduidend lager dan in Rijnland (rond Leiden); daarom werd in de 13e eeuw besloten om beide gebieden te scheiden met een dijk, de landscheiding Rijnland-Delfland, waarbij ook een dam in de Vliet werd gelegd: de zogeheten Leidse dam.
Deze dam veroorzaakte oponthoud voor reizigers en vrachtverkeer; daardoor werd hij omringd met herbergen, woningen en later ook kleine industrie.
Het deel ten noorden van de dam, in Voorschotens gebied, werd het dorp Veur genoemd.
Mogelijk is de oorsprong van deze naam dezelfde als van Voor in Voorburg en Voorschoten.
In 1646 werd Veur van Voorschoten afgesplitst en werd het een zelfstandige heerlijkheid.
De doorgaanbaarheid van de Leidse Dam werd verbeterd met een overtoom, in 1885 werd deze vervangen door de huidige sluis Leidschendam.

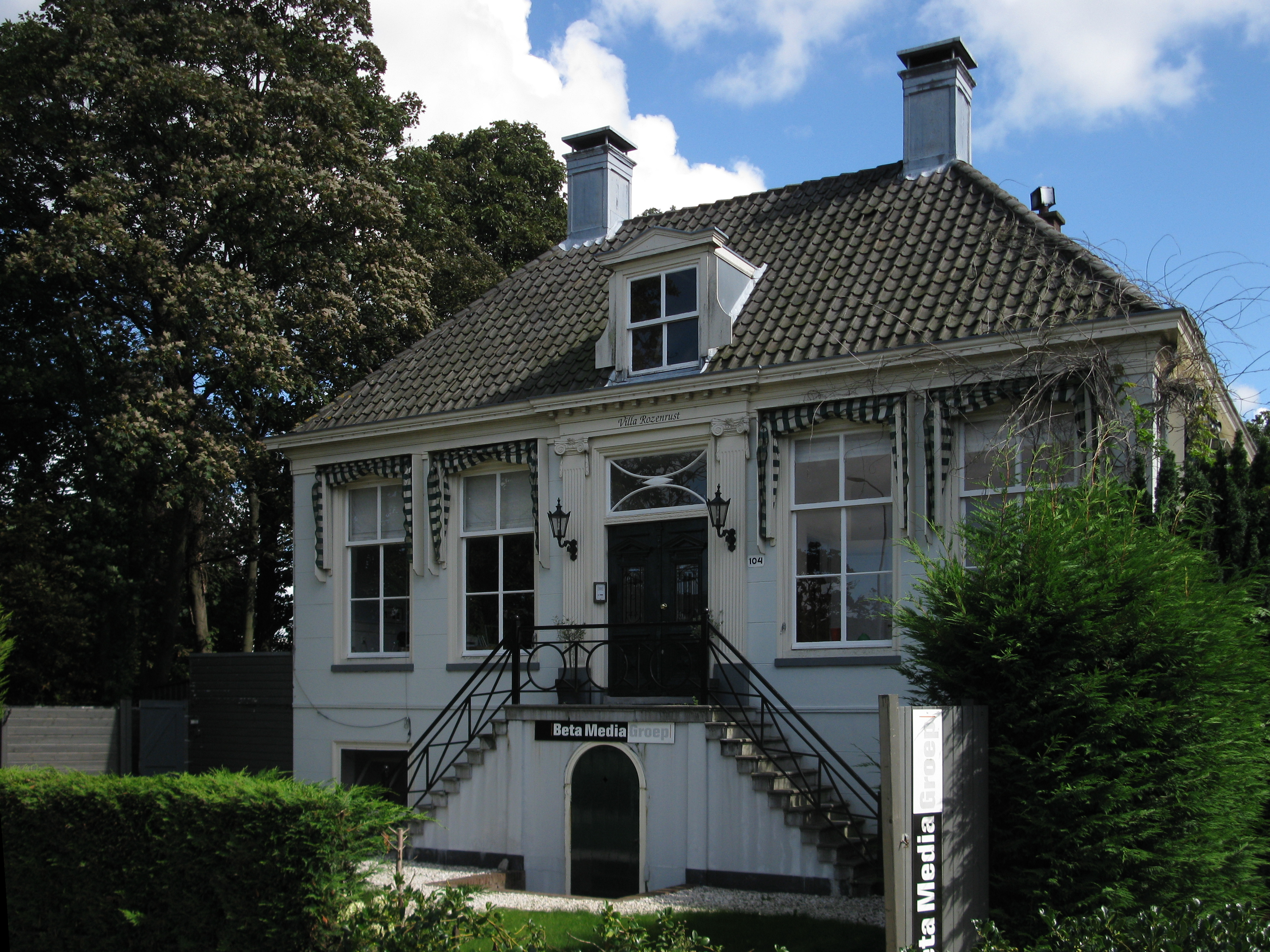
Rozenrust

Tegenover het dorp Veur, aan de andere zijde van de Vliet, bevond zich het dorp Leidschendam.
Het behoorde tot de gemeente Stompwijk; er was een kerk en ook het raadhuis van Stompwijk.
Vanaf de napoleontische tijd werkten de beide gemeenten bestuurlijk samen; sinds 1850 hadden ze een gemeenschappelijke burgemeester.
In 1938 fuseerden ze ten slotte tot de gemeente Leidschendam.
De naam Veur raakte daarna in onbruik.
Een bekende buitenplaats in Veur was het aan de Vliet gelegen Rozenrust, dat omstreeks 1800 gebouwd is. Het werd bewoond door onder meer de politicus Marinus Willem de Jonge van Campensnieuwland, die er in 1858 overleed.
Grote bekendheid genoot Veur vanwege het prestigieuze Instituut Noorthey, gevestigd op de buitenplaats Schakenbosch. Deze kostschool voor jongens was in 1820 opgericht door de gedreven pedagoog Petrus de Raadt. Tucht, kennis en sport stonden hoog in het vaandel en hier werd voor het eerst in Nederland cricket en hockey (vanaf 1845) en voetbal (vanaf 1854) gespeeld. Dit  gebeurde op initiatief en onder leiding van jonge en op het instituut inwonende Engelse native speaker docenten, die zich met hun enthousiasme voor de Engelse veldsporten ontwikkelden tot rolmodellen voor de kostschoolleerlingen. De bekendste scholier van het internaat was kroonprins Willem van Oranje-Nassau (1840-1879), zoon van koning Willem III en koningin Sophie. In 1882 werd Noorthey gesloten. Toen het in 1888 weer openging, was het verhuisd van Veur naar de buurgemeente Voorschoten.
Vanaf 1882 reed de stoomtramlijn Leiden - Den Haag door Veur. Deze werd in 1924 opgevolgd door de elektrische Blauwe Tram van de tramlijn Leiden - Scheveningen, die bijdroeg aan de ontwikkeling van Veur tot forensendorp. Desondanks moest de blauwe tram in 1961 verdwijnen uit Zuid-Holland.

## Geboren
- Martina Kramers (1863-1934), bestuurslid van vrouwenorganisaties, de Nieuw-Malthusiaanse Bond, SDAP-afdelingen en esperantistenverenigingen.
- Piet Boukema (1933-2007), rechtsgeleerde, rechter en politicus (ARP)